# Łotwa na pierwszym miejscu
Łotwa na pierwszym miejscu (łot. Latvija pirmajā vietā, LPV) – łotewska centroprawicowa partia polityczna o profilu konserwatywnym. Jej założycielem i przewodniczącym jest Ainārs Šlesers, który po dekadzie przerwy zdecydował się wrócić do polityki. 

## Historia
Wiosną 2021 roku Ainārs Šlesers ogłosił swój powrót do polityki i plany powołania do życia nowego ugrupowania stojącego w jednoznacznej opozycji do rządów prezydenta Egilsa Levitsa oraz premiera Krišjānisa Kariņša. Nie wykluczył przy tym możliwości współpracy z partią Honor Służyć Rydze, gdzie działają byli sojusznicy Šlesersa z Pierwszej Partii Łotwy oraz LPP/LC.
Kongres założycielski nowego ugrupowania odbył się 14 sierpnia 2021 roku. Podczas niego zaprezentowano pięćdziesiąt punktów programowych, jak wyciągnąć Łotwę z ludzkiego, politycznego i gospodarczego kryzysu. Wśród wymienionych punktów znajdują się samodzielne podejmowanie decyzji przez łotewskich polityków, bez podpowiedzi z zagranicy, bezpośrednie wybory prezydenta, wprowadzenie mieszanej ordynacji wyborczej, odrodzenie łotewskich portów i gałęzi tranzytu, rozwój przemysłu, przekształcenie Łotwy w Dubaj Północy, rozwój gałęzi IT, przekazanie przez państwo pięciu tysięcy euro na każde nowonarodzone dziecko, wsparcie rodzin wielodzietnych, zdefiniowanie rodziny w konstytucji Łotwy jako związku mężczyzny i kobiety, pragmatyczne stosunki ze Wschodem i Zachodem Europy. Przez przeciwników Šlesersa postulaty i retoryka jego partii zostały określone jako populistyczne.
Ugrupowanie zostało zarejestrowane 10 września, na jego sekretarza generalnego wybrano byłego przewodniczącego Centralnej Komisji Wyborczej Arnisa Cimdarsa. W zarządzie partii znaleźli się Ainārs Šlesers, Edmunds Zivtiņš, Vilis Krištopans, Ilze Jurča oraz Jūlija Stepaņenko, której przypadło jednocześnie stanowisko przewodniczącej. Działacze LPV przedstawili swoich kandydatów do władz Łotwy po przyszłorocznych wyborach do Sejmu, wśród nich Stepaņenko, jako kandydatkę na prezydenta, Šlesersa jako kandydata na szefa rządu, a także Lindę Liepiņę jako kandydatkę na przewodniczącą Sejmu. Po rozpoczęciu się wojny na Ukrainie, w związku z niezgodnością stanowisk z pozostałymi członkami ugrupowania, z partii wykluczono Jūliję Stepaņenko oraz Ļubovę Švecovą. Wkrótce do LPV przystąpiło dwóch byłych ministrów w rządzie Krišjānisa Kariņša Ralfs Nemiro oraz Ramona Petraviča. 
W sondażach ugrupowanie notowało poparcie ok. 4% wyborców, co dawało mu szansę na reprezentację w Sejmie XIV kadencji. Na 18 września 2021 roku partia zapowiedziała protest buldożerowy w centrum Rygi przeciwko polityce rządu Krišjānisa Kariņša, wcześniej ugrupowanie opowiadało się jednoznacznie przeciwko przymusowym szczepieniom na Covid planowanym przez władzę dla określonych grup ludności.
Partia wzięła udział w wyborach jesienią 2022 roku w koalicji z ugrupowaniem Honor Służyć Rydze. Ostatecznie LPV uzyskała 6,24% głosów, wprowadzając do Sejmu 9 posłów. Wśród nich znaleźli się m.in. Ainārs Šlesers, Vilis Krištopans, Ramona Petraviča i były mer Rygi Oļegs Burovs.